# Frelinghien
Frelinghien település Franciaországban, Nord megyében. Lakosainak száma 2617 fő (2022. január 1.). Frelinghien Verlinghem, Deûlémont, Houplines, Pérenchies és Quesnoy-sur-Deûle községekkel határos.

## Népesség
A település népességének változása:
| Lakosok száma | 2419 | 2420 | 2426 | 2415 | 2431 | 2447 | 2482 | 2581 | 2617 |
|               | 2013 | 2015 | 2016 | 2017 | 2018 | 2019 | 2020 | 2021 | 2022 |